# 尼古拉斯·马苏
尼古拉斯·亚历杭德罗·马苏·弗里德（1979年10月10日—）生于比尼亚德尔马，智利男子网球运动员。他曾在2004年雅典奥林匹克运动会获得男子单打金牌和男子双打金牌。

## 奧運會

### 男單金牌（1）
| 年度 | 賽事       | 場地 | 決賽對手 | 對手國籍 | 勝方比分                |
| 2004 | 雅典奧運會 | 硬地 | 菲什     | 美國     | 6-3, 3-6, 2-6, 6-3, 6-4 |

### 男雙金牌（1）
| 年度 | 賽事       | 場地 | 搭擋           | 決賽對手                   | 勝方比分                 |
| 2004 | 雅典奧運會 | 硬地 | 岡薩雷茲(智利) | 基弗(德國) 和 舒特勒(德國) | 6-2, 4-6, 3-6, 7-67, 6-4 |

## 外部連結
- 尼古拉斯·马苏（英文/西班牙文）的官方資料
- 尼古拉斯·马苏的國際網球總會 職業／青少年 官方資料（英文）
- 尼古拉斯·马苏的官方資料（英文）